# Mont-Bernanchon
Mont-Bernanchon ist eine französische Gemeinde mit 1.319 Einwohnern (Stand: 1. Januar 2022) im Département Pas-de-Calais in der Region Hauts-de-France. Sie gehört zum Arrondissement Béthune und zum Kanton Lillers. Die Einwohner werden Montois oder Bernicomontois genannt.

## Geographie
Mont-Bernanchon liegt etwa sieben Kilometer nordnordwestlich von Béthune am Canal d’Aire. Umgeben wird Mont-Bernanchon von den Nachbargemeinden Calonne-sur-la-Lys im Norden und Nordosten, Hinges im Osten und Südosten, Gonnehem im Süden und Südwesten sowie Robecq im Westen und Nordwesten.

## Bevölkerungsentwicklung
| Jahr            | 1962 | 1968 | 1975 | 1982 | 1990 | 1999 | 2006 | 2013 |
| Einwohner       | 908  | 861  | 872  | 972  | 1262 | 1170 | 1336 | 1376 |
| Quelle: Cassini |      |      |      |      |      |      |      |      |

## Sehenswürdigkeiten
- Kirche Saint-Nicaise aus dem 17. Jahrhundert

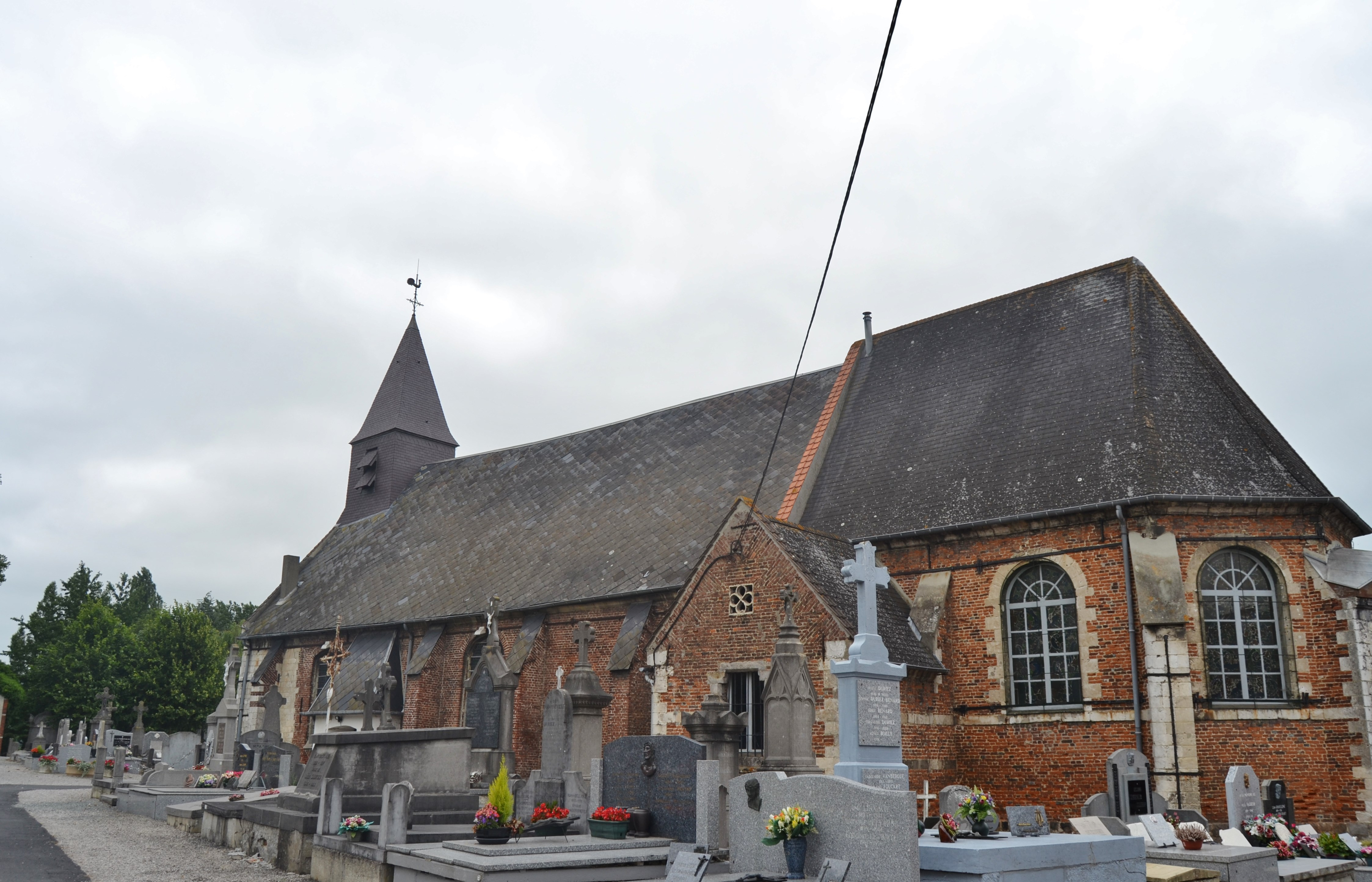
Kirche Saint-Nicaise

- Britischer Militärfriedhof